# Dermot Kennedy
Dermot Joseph Kennedy, irski glasbenik, pevec in kantavtor, * 13. december 1991
Najbolj znan je po singlih »Outnumbered« iz leta 2019 in »Giants« iz leta 2020. Podpisan se je za Interscope Records v ZDA in Island Records za preostali svet. Njegov prvi studijski album z veliko založbo Brez strahu je izšel 4. oktobra 2019.

## Zgodnje življenje
Dermot Kennedy je odraščal v mestu Rathcoole v okrožju Dublina na Irskem. Bil je zavzet ljubitelj nogometa. Kennedy je začel igrati kitaro, ko je imel 10 let, pesmi pa je začel pisati, ko je bil star 14 let, vendar navaja, da je glasbo začel resno jemati šele, ko je dopolnil 17 let. Starši so podpirali njegovo glasbeno študijo in očetu pripisuje zasluge, ker ga je pogosto vozil v Dublin, da bi nastopal na nočeh odprtih mikrofonov, ko je bil mladoleten. Njegova mati je oddala prošnjo, da bi študiral klasično glasbo na univerzi Maynooth v okrožju Kildare. Na univerzi je ostal tri leta. Njegova teta po očetu je irska TV osebnost in nekdanja novinarka Mary Kennedy. 

## Filmska kariera
Dermot Kennedy je svojo kariero uradno začel pri 17 letih; njegova kariera pa je postala izvedljiva šele pred nekaj leti, sredi dvajsetih let, ko je več kot desetletje preživel v industriji. Kennedy je z buskingom lahko razvil svoj zvok in nastopil v večjih mestih, kot sta Dublin v svoji domovini na Irskem in Boston v ZDA. Kennedy je bil povabljen tudi k Glenemu Hansardu, ki ga je že spoznal med potovanjem v Dublinu in je ostal v stiku prek sms sporočila. 
Izven svoje samostojne kariere je Kennedy med študijem ustanovil skupino s še tremi člani. Čeprav je Kennedy užival v izkušnji, se je skupina kasneje razšla leta 2015. 
V letih 2018 in 2019 je Kennedy na razprodanem občinstvu gostoval po ZDA, Avstraliji in Evropi. Njegovi prvi festivali so bili Bonnaroo Music Festival leta 2017; Lollapalooza, Festival South by Southwest in Austin City Limits Music Festival leta 2018. Oba koncerta leta 2019 je igral glasbeni in umetniški festival Coachella Valley. Leta 2018 so ga poslušalci izbrali za najboljšega novega izvajalca leta NPR Slingshot, pojavil pa se je tudi na NPR's Music Tiny Desk Concert v 14-minutni akustični seji v živo, v studiu Fraser WGBH's Performance v 20 minutah seja v živo. Naredil je BBC-jev zvok Longlist 2019. Po izdaji številnih singlov in EP-jev je Kennedy konec leta 2019 izdal svoj prvi popoln album z naslovom Brez strahu. Album je sestavljen iz številnih njegovih preteklih del, pri čemer so bila nekatera celo z datumom 8 let pred izidom albuma. Januarja 2020 je bil Kennedy nominiran za mednarodnega moškega solista leta na podelitvi nagrad BRIT.

## Filantropija
V začetku leta 2020 je Kennedy v sodelovanju z drugimi umetniki prispeval svoj vokal za Songs For Australia, ki zajema Resolucijo Matta Corbyja. Album, ki ga je organizirala Julia Stone, je bil ustvarjen z namenom zbiranja izkupička v podporo organizacijam, ki Avstraliji pomagajo, da si opomore od križevega hrupa. Med pandemijo COVID-19 je Kennedy sodeloval na Billboardovem koncertu Live At-Home. Kennedy jim je z organizacijo kratkega virtualnega koncerta pomagal zbrati denar za neprofitna Housing Works. Po tem dogodku je Kennedy maja 2020 organiziral svoj virtualni koncert Zvočni valovi v podporo Solidarnostnemu odzivnemu skladu SZO. 
6. septembra 2020 je Kennedy prvič igral za dobrodelno tekmo Soccer Aid in se pridružil drugim znanim osebam pri zbiranju denarja za UNICEF v Veliki Britaniji. Igral je za ekipo svetovnega XI proti Angliji, Kennedy jim je pomagal zmagati na drugi tekmi zapored in dosegel enega od treh golov. Moštvo je na koncu zmagalo v streljanju enajstmetrovk, rezultat 3-3 pa je preusmeril v zmago rezultatov 4-3. Kasneje je bil imenovan za Moža tekme.

## Slog in vplivi
Kennedy je v svoji glasbi skušal združiti svoja dva žanra, folk in hip-hop. Sprememba njegovih preteklih del, ki so bila bolj akustična. Za razliko od nekaterih tekstopiscev Kennedy ne piše z mislijo na določene trenutke ali dogodke. Med poslušanjem skladbe jih napiše naravno, saj se skozi glasbo sprožijo specifični spomini in čustva. 
Revija GQ je Kennedyja opisala kot "pevca z bogatim, odmevnim glasom, [z] epsko čustvenimi spretnostmi pisanja pesmi (pomislite na Ed Sheerana, vendar temnejšega, bolj melanholičnega)."  performans, je dejal, da ima "zrnat, melanholičen glas, ki se lahko zavije s tuljem rašljem ..." 
Kot navdih za svoj ljudski slog navaja Raya LaMontagnea, Davida Graya, Damiena Ricea in Glena Hansarda. Njegovo nedavno delo vključuje hip-hop vplive, kar se kaže predvsem v njegovem sodelovanju z Mikeom Deanom na EP Mike Dean Presents: Dermot Kennedy, ki ga je Kennedy označil tudi za "mix tape".

## Diskografija

### Studijski albumi
- Without Fear (2019)